# San Lucas Camotlán
San Lucas Camotlán es una localidad del estado mexicano de Oaxaca. Es cabecera del municipio de San Lucas Camotlán.

## Demografía
| Censo | Población |
| ----- | --------- |
| 1900  | 558       |
| 1910  | 551       |
| 1921  | 523       |
| 1930  | 621       |
| 1940  | 760       |
| 1950  | 926       |
| 1960  | 1155      |
| 1970  | 1158      |
| 1980  | 1721      |
| 1990  | 1797      |
| 1995  | 1759      |
| 2000  | 2266      |
| 2005  | 2395      |
| 2010  | 2834      |
| 2020  | 2994      |